# NXT TakeOver: In Your House 2021
NXT TakeOver: In Your House (2021) was een professioneel worstel-pay-per-view (PPV) en WWE Network evenement dat georganiseerd wordt door WWE voor hun NXT brand. Het was de 35ste editie van NXT TakeOver, de 29ste van In Your House, de tweede onder de NXT TakeOver: In Your House chronologie en vond plaats op 13 juni 2021 in het WWE Performance Center, gehost en uitgezonden vanuit de Capitol Wrestling Center in Orlando, Florida. Tevens is dit het eerste In Your House evenement dat beschikbaar is op traditionele pay-per-view sinds St. Valentine's Day Massacre: In Your House in februari 1999.

## Productie

### Verhaallijnen
Op 1 juni 2021, aflevering van NXT, was er een triple threat wedstrijd tussen Kyle O'Reilly, Pete Dunne en Johnny Gargano om te bepalen wie tegen Karion Kross gaat voor het NXT Championship bij het evenement TakeOver: In Your House. De wedstrijd leverde geen winnaar op, nadat Adam Cole alle drie de concurrenten had aangevallen. Kross confronteerde Cole en diende een verzoek aan NXT General Manager William Regal om de titel te verdedigen tegen Cole, O'Reilly, Dunne en Gargano. Regal ging daar mee akkoord en maakte het een fatal five-way wedstrijd voor het NXT Championship.
In de aflevering van NXT op 25 mei 2021, won Mercedes Martinez van Zayda Ramier. Daarna gingen de lichten uit en gingen weer aan met een rode verlichting, en Mei Ying van Tian Sha verscheen op het LED scherm. Toen alles weer normaal werd, kreeg Martinez een zwart symbool op de achterkant van haar pols. De week, was Xia Li bij Boa en keek naar een video van haar verlies in de eerste ronde tegen Martinez in de inaugurele Mae Young Classic vier jaar geleden en zei dat het een schande was voor haar familie en dat ze haar pijn zou doen bij het evenement TakeOver: In Your House. Later die avond zei Martinez dat ze zich ervan bewust was dat Li anders was, nadat ze haar had ontmoet in de Mae Young Classic, en dat ze niet bang was voor Li en haar zou verslaan bij het evenement.
In de aflevering van NXT op 10 februari 2021, keerde Cameron Grimes terug van een blessure en beweerde hij een GameStop investeerder te zijn geworden tijdens zijn afwezigheid (met verwijzing naar de GameStop aandelenstijging), waardoor hij de "rijkste man in NXT" werd. Grimes begon toen een vete met WWE Hall of Famer Ted DiBiase, nadat ze hem in een juwelierszaak over hun horloges tegenkwamen. In de komende weken zou "The Million Dollar Man" Grimes blijven verslaan en hem in verschillende aankopen overbieden. Op 25 mei 2021, aflevering van NXT, werd Grimes geconfronteerd door LA Knight tijdens de "Million Dollar Face-Off" segment tussen Grimes en DiBiase, de laatste van wie Knight verdedigde en verbonden met. De week daarop werd bekend gemaakt dat er een wedstrijd tussen Grimes en Knight op het programma stond voor het evenement TakeOver: In Your House. DiBiase kondigde later aan dat hun wedstrijd in plaats daarvan een ladderwedstrijd zou zijn voor het nieuwe Million Dollar Championship.
In de aflevering van NXT op 1 juni 2021, verdedigde MSK (Nash Carter & Wes Lee) met succes hun NXT Tag Team Championship tegen Legado Del Fantasma (Joaquin Wilde & Raúl Mendoza), na een tussenkomst van NXT North American Champion Bronson Reed, die Santos Escobar neerhaalde tijdens de wedstrijd. De week daarop stelde Escobar een "Winner Takes All Match" voor het NXT North American Championship en NXT Tag Team Championships bij het evenement TakeOver: In Your House, wat door Reed en MSK werd geaccepteerd.

## Matches
| Nr. | Match | Winnaar(s)                                 | Opmerkingen                                                                                 | Bron   |
| --- | --- | ------------------------------------------ | ------------------------------------------------------------------------------------------- | ------ |
| 1   | Bronson Reed (North American) & MSK (Nash Carter & Wes Lee) (Tag Team) vs. Legado del Fantasma (Santos Escobar, Joaquin Wilde & Raúl Mendoza) | Bronson Reed & MSK (Nash Carter & Wes Lee) | Winner Takes All 6-man Tag Team match voor het NXT North American en Tag Team Championship. | [ 14 ] |
| 2   | Xia Li (met Boa en Mei Ying) vs. Mercedes Martinez                                                                                            | Xia Li                                     | Een-op-een match.                                                                           | [ 14 ] |
| 3   | LA Knight vs. Cameron Grimes | LA Knight (nc)                             | Ladder match voor het vacante Million Dollar Championship.                                  | [ 14 ] |
| 4   | Raquel González (c) (met Dakota Kai) vs. Ember Moon                                                                                           | Raquel González                            | Een-op-een match voor het NXT Women's Championship.                                         | [ 14 ] |
| 5   | Karrion Kross (c) (met Scarlett) vs. Adam Cole vs. Kyle O'Reilly vs. Pete Dunne (met Oney Lorcan) vs. Johnny Gargano                          | Karrion Kross                              | Fatal 5-Way match voor het NXT Championship. Kross won door submission.                     | [ 14 ] |